# Eliud Ngetich
Eliud Kipketer Ngetich (Eldoret, 12 november 1993) is een Keniaanse langeafstandsloper, die is gespecialiseerd in het lopen van wegwedstrijden. Hij won verschillende Amerikaanse wegwedstrijden.
Ngetich is geboren in Eldoret in een gezin bestaande uit 17 kinderen. Hij behoort bij de Kalenjin-stam, die vele atleten van wereldklasse heeft voortgebracht. Op school was hij de jongste en snelste leerling op de 10.000 m bij districtskampioenschappen en de provinciale kampioenschappen.
Hij ging zich specialiseren op de halve marathon schreef er verschillende op zijn naam, zoals de halve marathon van Jacksonville (2014), halve marathon van Virginia Beach (2015), Gore-Tex Philadelphia (2015), halve marathon van San Diego (2016) en de halve marathon van Santa Fe (2016). Ook won hij in 2015 de Utica Boilermaker (15 km).

## Persoonlijke records
| Onderdeel      | Prestatie | Datum           | Plaats |
| -------------- | --------- | --------------- | ------ |
| halve marathon | 1:02.40   | 11 oktober 2015 | Boston |
| marathon       | 2:12.00   | 22 juni 2013    | Duluth |

### 5 km
- 2013:  Ridgewood Memorial Day Run - 14.31
- 2014:  Red Hook Criterium in Brooklyn - 14.19,9
- 2014:  Fred D'Elia Ridgewood Memorial Day Run - 14.33
- 2014: 4e NYRR Dash to the Finish Line in New York - 14.32
- 2015:  Matanzas in Saint Augustine - 14.06
- 2015:  Edison Festival of Light in Fort Myers - 14.00
- 2015:  Applied Materials Silicon Valley Turkey Trot in San Jose - 13.55
- 2016:  Gateway Mortgage Brookhaven Run in Norman - 14.06

### 10 km
- 2013:  Orange County Classic in Middletown - 29.55
- 2014: 4e Orange County Classic in Middletown - 29.32
- 2015:  Orange County Classic in Middletown - 29.03
- 2015:  Shelter Island - 28.54
- 2016:  Azalea Trail Run in Mobile - 28.50

### 15 km
- 2013: 4e Utica Boilermaker - 45.15
- 2015:  Utica Boilermaker - 43.31

### halve marathon
- 2013: 4e halve marathon van Virginia Beach - 1:05.36
- 2014: 4e halve marathon van Pittsburgh - 1:03.56
- 2014:  halve marathon van Jacksonville - 1:07.12
- 2015:  halve marathon van Virginia Beach - 1:03.40,0
- 2015:  halve marathon van Fairfield - 1:04.26
- 2015:  halve marathon van Boston - 1:02.40
- 2015:  Gore-Tex Philadelphia - 1:03.40
- 2015:  halve marathon van College Station - 1:07.14
- 2016:  halve marathon van Indianapolis - 1:03.05
- 2016:  halve marathon van San Diego - 1:04.10
- 2016:  halve marathon van Santa Fe - 1:03.20

### marathon
- 2013:  marathon van Green Bay - 2:18.26
- 2013:  marathon van Duluth - 2:12.00
- 2014: 10e marathon van Duluth - 2:14.58
- 2014: 5e marathon van Des Moines - 2:16.32
- 2014: 4e marathon van Sacramento - 2:15.28